# Шевченко, Александр Митрофанович
Александр Митрофанович Шевченко (1926—2006) — бригадир бригады монтажников СМУ-1 треста «Ставропольхимстрой», Герой Социалистического Труда (1966).
Родился 15.05.1926 на хуторе Харьковском Александровского района на Ставрополье.
Участник войны, служил в РККА в 1943-1953 гг.
Бригадир бригады монтажников СМУ-1 треста «Ставропольхимстрой» (1954—1989). Его бригада строила жилье в городах: Невинномысск, Ставрополь, Черкесск, Буденовск, в селах Кочубеевском, Александровском, Донском, в Андроповском районе и в Дагестане - в Буйнакске
Герой Социалистического Труда (1966) - за выдающиеся успехи, достигнутые в выполнении семилетнего плана по капитальному строительству. Заслуженный строитель РСФСР.
Награды: медаль «За боевые заслуги», медаль «За победу над Германией в Великой Отечественной войне 1941—1945 г.», два ордена Ленина (1958,1966), юбилейные медали.
Почётный гражданин города Невинномысска (звание присвоено решением Невинномысского городского Совета депутатов трудящихся от 22.03.1973).
Депутат Верховного Совета СССР 6-го созыва (1967).